# Place d'Iéna
La place d'Iéna è una piazza che si trova nel 16º arrondissement di Parigi.

## Situazione e accessi
Essa si trova all'incrocio delle avenue d'Iéna e du Président-Wilson e allo sbocco dell'avenue Pierre-Ier-de-Serbie e delle vie Boissière e de Longchamp.
È servita dalla linea  della  metropolitana con la stazione di Iéna.
Non va confusa con la vecchia Place d'Iéna divenuta place du Louvre.

## Origine del nome
Essa porta il nome della vittoria napoleonica del 14 ottobre 1806.

## Storia
La piazza è stata creata nel 1858 e prese la sua denominazione attuale nel 1878.

## Monumenti ed edifici notevoli
- Al centro della piazza vi è la statua equestre di George Washington, opera dello scultore americano Daniel Chester French. Fu inaugurata nel 1900[1].

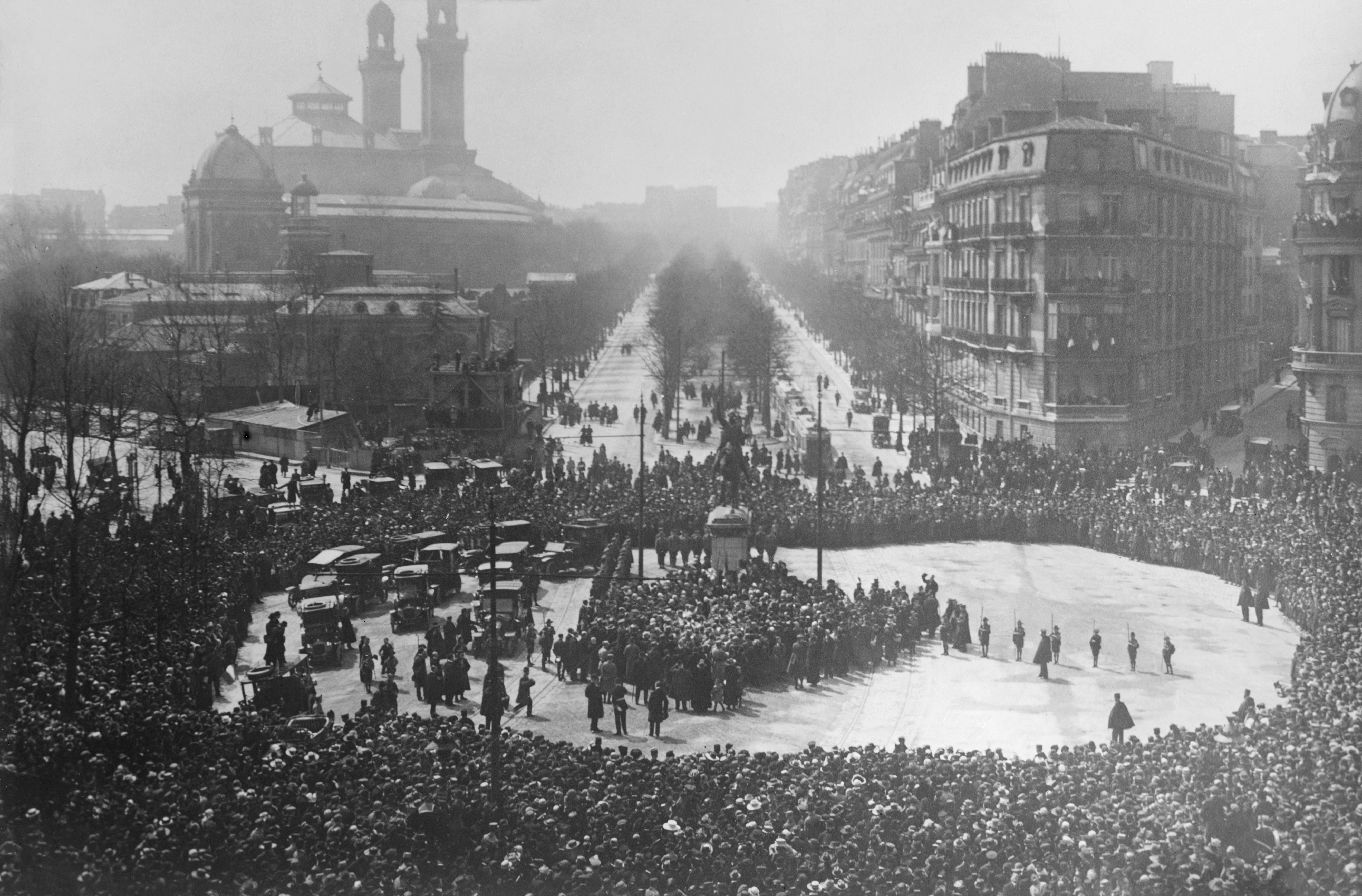
Inaugurazione della statua.
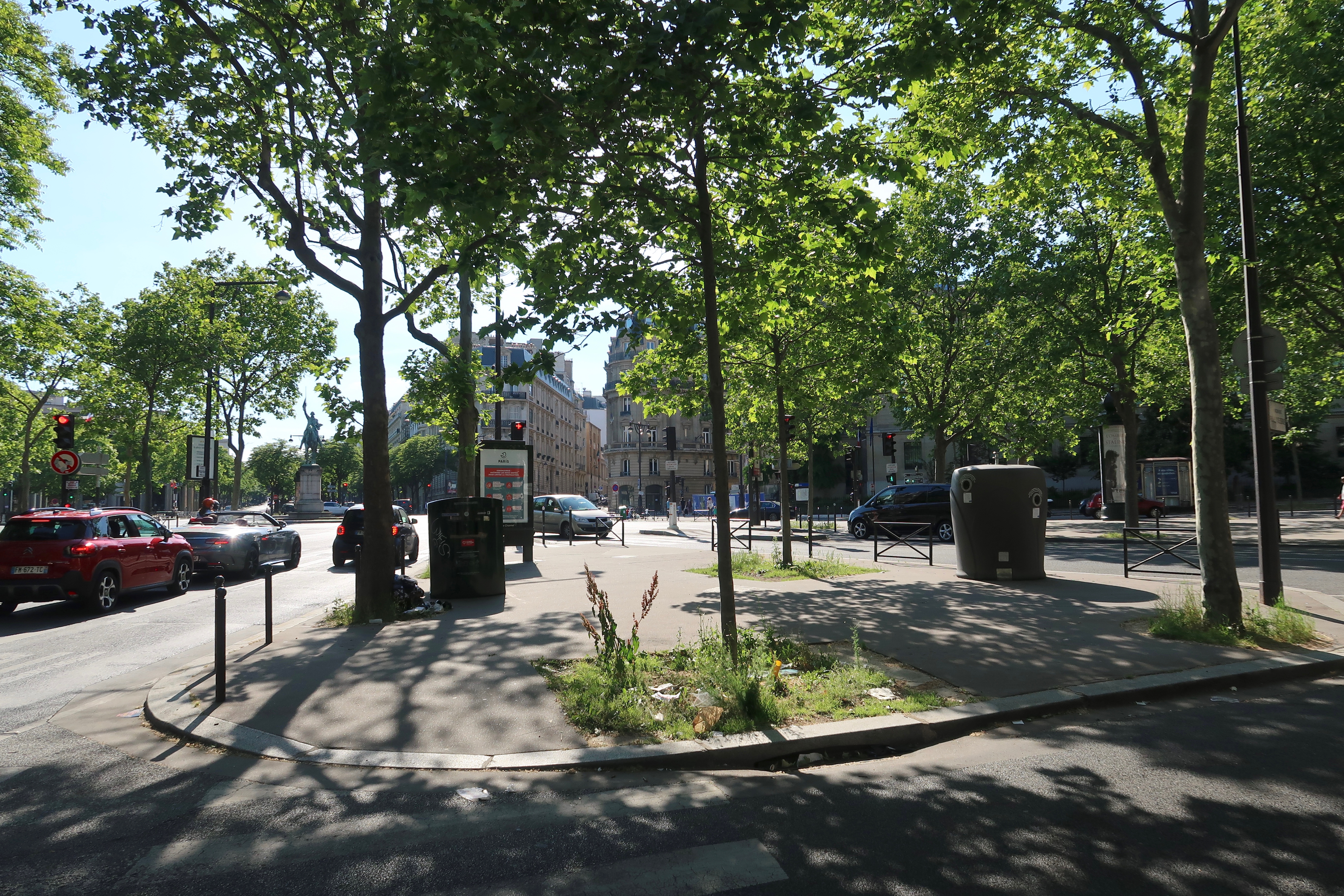
La piazza a sud.

- Al N. 6: Museo Guimet di arte asiatica.
- Palais d'Iéna, la cui rotondità si apre sulla piazza; è stato classificato Monumento storico di Francia il 5 luglio 1993.[2]